# План за организационно изграждане и модернизация на въоръжените сили до 2015 г.
Планът за организационно изграждане и модернизация на въоръжените сили до 2015 г. е основен документ за създаването и развитието на способностите на Въоръжените сили на Република България.
В разработването му са участвали цивилни и военни експерти от Министерството на отбраната, Щаба на отбраната, Съвместното командване на силите, видовете въоръжени сили, военни служби, както и консултанти от държави членки на НАТО, включително от Командването на въоръжените сили на САЩ в Европа.
С постановление №333 от 29 декември 2010 г. на Министерския съвет се приемат План за развитие на въоръжените сили на Република България и графици и разчети за развитие на въоръжените сили до 2014 г. С него се отменя Постановление № 54 на МС от 2008 г. за приемане на Актуализиран план за организационно изграждане и модернизация на въоръжените сили на основата на плана за организационно изграждане и модернизация на въоръжените сили до 2015 г. То определя числеността на Въоръжените сили и на Българската армия – до 2014 г. съответно не по-малко от 37 100 души и не по-малко от 26 100 души. Необходимите средства са близо 369 млн. лв.